# Pierre le laboureur

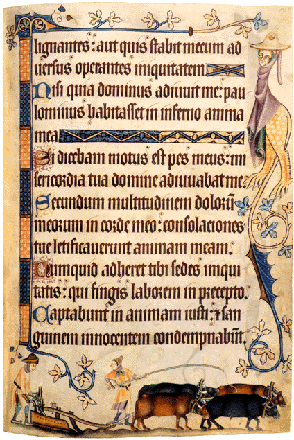
Page extraite d'un Psautier du XIVe siècle, avec des drolleries dans la marge de droite et un laboureur en bas

Piers Plowman (en français, Pierre le Laborieux ou le Laboureur) ou Visio Willelmi de Petro Ploughman (La Vision de William sur Piers Plowman) est le titre d'un poème allégorique de plus de sept mille vers en moyen-anglais, composés entre 1360 et 1387 par William Langland. Il est écrit en vers allitératifs et divisé en deux parties nommées passus (qui veut dire « pas » en latin). Piers est considéré par de nombreux critiques comme l'une des toutes premières grandes œuvres de la littérature anglaise au Moyen Âge, au même titre que Les Contes de Canterbury de Chaucer, et Sire Gauvain et le Chevalier vert.
Piers Plowman a été édité en français pour la première fois en 1999, sous le titre William Langland : Pierre le laboureur. L'ouvrage, publié par la Sorbonne, a été traduit (avec introduction et commentaires) par A. Mairey.

## Synopsis
Le poème est à la fois une allégorie théologique et une satire sociale. Un narrateur relate sa dure quête à la recherche de la vraie vie chrétienne, qui est présentée sous le point de vue de la mentalité chrétienne occidentale du Moyen Âge. Cette quête met à la suite une série de visions venues en rêve, et l'étude de la vie de trois personnages allégoriques : Dowel ("Do-Well", soit Fais-Bien), Dobet ("Do-Better", Fais-Meilleur), et Dobest ("Do-Best", Fais-Mieux).
Le poème commence sur les collines de Malvern, à Malvern (dans le Worcestershire). Un homme appelé Will s'endort et a la vision d'une tour au sommet d'une colline et d'une forteresse dans une vallée profonde; entre ces symboles du ciel et de l'enfer se retrouve un beau champ plein de personnes (fair field full of folk) et qui représente le monde de l'humanité. Dans la première partie du poème Piers, l'humble laboureur évoqué dans le titre, apparaît et offre au narrateur de le guider vers la Vérité. Tandis que la deuxième partie de l'ouvrage est centrée sur la recherche par le narrateur des trois personnages Dowel, Dobet and Dobest.

## Titre et auteur
On accepte communément que Piers Plowman ait été écrit par William Langland, au sujet duquel on sait bien peu de choses. Cette attribution du poème à Langland repose principalement sur la preuve d'un manuscrit datant du début du XVe siècle (donnant la version C du texte—voir plus bas) et qui est aujourd'hui conservé au Trinity College de Dublin, à la cote (MS 212). Ce manuscrit attribue le travail à un certain 'Willielmus de Langlond' :

« Memorandum quod Stacy de Rokayle pater willielmi de Langlond qui stacius fuit generosus & morabatur in Schiptoun vnder whicwode tenens domini le Spenser in comitatu Oxoniensi qui predictus willielmus fecit librum qui vocatur Perys ploughman.
(Il est à remarquer que Stacy de Rokayle fut le père de William de Langlond; ce Stacy était de noble extraction et résidait à Shipton-under-Wychwood, tenure dépendant de Lord Spenser, dans le comté du Oxfordshire. Le William ci-dessus nommé fit le livre qui s'intitule Piers Plowman.) »

D'autres manuscrits nomment l'auteur "Robert ou William langland", ou encore "Wilhelmus W." (ce qui pourrait être l'initiale pour "William de Wychwood").
L'attribution à William Langland est aussi basée sur des preuves inhérentes au texte : une partie du Passus 5 du poème (dans sa version C) est, selon toute apparence, autobiographique. Le principal narrateur du poème dans toutes ses versions s'appelle Will, quant à Langland (ou Longland), il semble indiquer un surnom que le narrateur évoque par allusions; par exemple, dans l'une de ses remarques : "I have lyved in londe…my name is longe wille", (B.XV.152). Ce propos pourrait être une référence masquée au nom du poète, dans le style de la littérature médiévale tardive. La légitimité de Langland en tant qu'auteur de Pierre le laboureur est, cependant, toujours discutée, comme en témoigne le travail récent de Stella Pates et C. David Benson.
Au XVIe siècle, quand Piers fut imprimé pour la première fois, il fut attribué par différents éditeurs (tels que John Bale) et des poètes à John Wycliffe ou Geoffrey Chaucer, parmi d'autres noms. Certaines personnes du XVIe et du XVIIe siècle ont considéré que le poème serait d'un auteur anonyme et/ou l'associèrent aux textes se rapportant à la tradition littéraire de la complainte sociale, et particulièrement les textes de Chaucer, le Conte du laboureur (The Plowman's Tale) et la croyance de Pierce le Laboureur (Pierce the Ploughman's Crede). Ce dernier texte fut, d'ailleurs, joint à l'édition de Piers Plowman par l'imprimeur Owen Rogers, en 1560—cette même édition était une version de moins bonne qualité des éditions de 1550, par Robert Crowley. Le personnage de Piers lui-même est considéré par beaucoup de lecteurs comme étant l'auteur, d'une certaine manière.
La première version éditée par Crowley donne pour auteur "Robert Langland". Langland est décrit comme un probable protégé de Wycliffe. Avec les éditions de Crowley, le poème suit une convention de l'époque et qui lui restera de prendre pour titre La vision de Piers (ou Pierce) le laboureur (The Vision of Piers [or Pierce] Plowman), qui est en fait le titre conventionnel de l'une des parties du poème.
Certains médiévistes et critiques littéraires, à commencer par John Matthews Manly, ont avancé différentes théories concernant la paternité du poème. Cette question revient périodiquement dans les productions universitaires. Un spécialiste actuel met en cause l'hypothèse de l'auteur unique, il suppose que le texte fut composé par deux à cinq personnes et se base sur l'évolution du concept d'auteur. Dans le courant des derniers travaux universitaires portant sur la critique de textes, les théories de la critique et l'histoire du livre, Charlotte Brewer (parmi d'autres) avance plutôt la thèse suivante: ceux qui ont copié et leurs superviseurs peuvent être considérés comme des éditeurs, se rapprochant du rôle d'auteurs dans la création de Pierre le laboureur et d'autres textes dans les débuts de la période moderne; mais cette thèse n'a rien à voir avec l'argument de Manly.

## Le texte

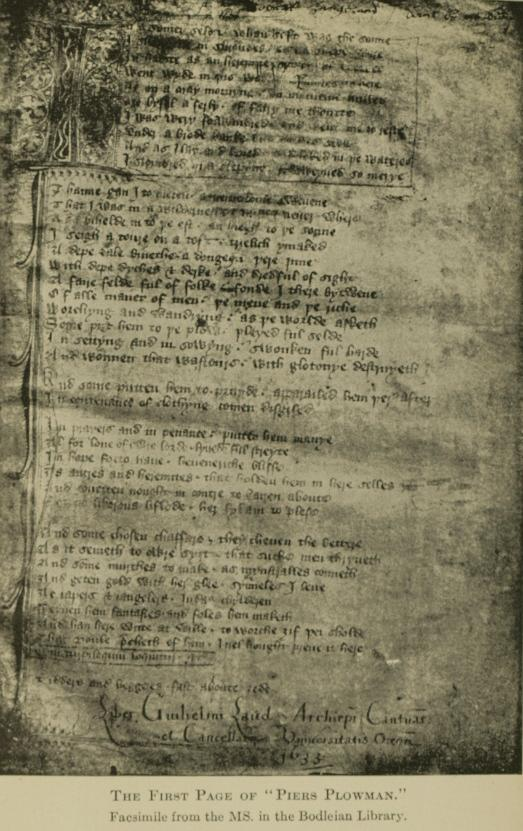
Première page du manuscrit

Pierre le laboureur est considéré par les spécialistes comme l'une des compositions en moyen-anglais les plus ardues à analyser. Le nombre de manuscrits qui nous sont parvenus est de 50 à 56, car certains n'existent plus que de manière fragmentaire. Aucun d'entre eux n'est réputé être de la main même de l'auteur, et aucun d'entre eux ne dérive directement d'un autre.
Toutes les discussions contemporaines sur le texte se basent sur le travail de classification de Walter William Skeat. Skeat est parti du principe qu'il peut y avoir une dizaine de versions du poème mais que seules trois peuvent vraiment faire autorité : les textes A, B et C; bien que le caractère « d'autorité » reste toujours discutable vu le contexte. Selon l'hypothèse des trois versions, chacune d'entre elles représente une différente tradition du manuscrit qui dériverait de trois étapes distinctes et successives du travail de l'auteur. La datation précise du poème fait débat, mais l'on considère généralement que les textes A, B et C sont le fruit du travail d'un auteur seul dans une période de vingt à vingt-cinq ans.
D'après l'hypothèse des trois versions, le texte A fut écrit vers 1367-70 et est le plus ancien. Il s'arrête brutalement, apparemment inachevé, au Livre 11 et le Livre 12 est écrit par un autre auteur ou intermédiaire. Le poème fait environ 2 500 vers. Le texte B (le ur-B text de Warner) a été écrit vers 1377–79; il remanie le texte A, ajoute de nouveaux éléments, et fait trois fois la taille du texte A. Il contient environ 7300 vers. Le texte C a été écrit dans les années 1380 comme une révision importante du texte B, à l'exception des dernières parties. Il existe une discussion à savoir si le poème doit être considéré comme achevé ou non. Il inclut des additions, des omissions et des transpositions; il n'a pas une différence de taille significative comparé au texte B. Certains universitaires le considère comme une révision conservatrice du B qui aurait eu pour but d'effacer les connotations aux Lollards et au radicalisme politique et religieux de John Ball pendant la grande Révolte des paysans de 1381. En effet, dans ses discours et dans ses lettres, John Ball s'appropriait les mots de Piers et des autres personnages du poème. Cependant, il y a peu de preuves fondées pour cette théorie et beaucoup de preuves du contraire.
Walter William Skeat estimait que le texte A était incomplet et, de fait, a édité le poème dans la version du texte B telle qu'elle se trouve dans un manuscrit conservé à Oxford (MS. Laud Misc. 581). Il pensait à tort que ce manuscrit devait être un holographe. Les éditeurs modernes, tels George Kane et E. Talbot Donaldson, suivirent Skeat et ont conservé la logique de sa théorie: il y avait trois textes achevés par l'auteur, ils sont maintenant perdus, mais on peut les reconstruire, bien qu'imparfaitement et sans certitude, en se débarrassant de la « corruption » et du « dommage » faits par les copistes.
Les éditions de Kane, Kane-Donaldson, et Russell-Kane des trois versions (publiées par Athlone Press) ont été controversées, mais elles sont considérées parmi les plus grandes réussites éditoriales sur les études contemporaines en moyen-anglais. A. V. C. Schmidt a aussi publié des éditions du A, du B et du C; un second volume annoncé devait, entre autres, contenir la liste complète et détaillée de ses décisions éditoriales sur le texte, mais il n'a pas encore paru. À l'heure actuelle, l'édition de Schmidt – considérée comme irremplaçable dans les salles de classe et, d'un certain point de vue, pour sa position dans l'histoire du poème en lui-même – est moins indispensable pour les étudiants en lettres qui lui préfèrent une édition critique.
A. G. Rigg et Charlotte Brewer ont avancé l'hypothèse de l'existence d'un texte Z qui précéderait le A et contiendrait des éléments du B et du C. Ils basent leur texte Z sur un manuscrit de la bibliothèque bodléienne d'Oxford (MS. Bodley 851) qu'ils ont mis en forme pour le publier. C'est la version la plus courte et son authenticité est discutée. Ralph Hanna III a remis en question l'approche de Rigg et Brewer qui se base sur des preuves codicologiques et de logique interne du texte; par conséquent, le texte Z est maintenant plus souvent considéré comme une mauvaise copie du A auquel furent greffés des éléments du C. Plus récemment, Lawrence Warner a démontré que ce que l'on appelait le texte B incorpore, en réalité, des éléments qui appartiennent au texte de révision appelé C: donc si B circulait avant C, il ne ressemblait pas du tout à ce que l'on a pu supposer.
Il y a plusieurs universitaires qui remettent en question la chronologie A, B, C des textes réunis, et Jill Mann est le plus catégorique. Il y a aussi un courant de pensée (minoritaire) qui avance que deux auteurs ont contribué aux trois versions du poème. Mais ces approches innovantes dans la tradition du texte sont généralement considérées comme peu fondées.
Le texte est la première mention littéraire de Robin des Bois. William Langland met en scène un prêtre bavard qui se vante de pouvoir raconter les exploits de Robin Hood et de Randolf, comte de Chester : « I Kan rymes of Robyn Hood and Randolf Erl of Chestre. »

## Édition, publication et histoire de sa réception

### XIVe–XVesiècles
John Ball, un prêtre impliqué comme meneur dans la grande Révolte des paysans de 1381, citait Pierre et les autres personnages du poème dans ses propres textes. Si Pierre le laboureur pouvait être perçu à la base comme relié aux Lollards, les appropriations par Ball du poème n'ont fait qu'augmenter l'impression de leurs sympathies à l'égard de ce courant. Cependant, les vraies convictions exprimées dans le poème et les liens que l'on peut trouver entre celui-ci et la révolte demeureront toujours, pour cette raison, mystérieux et sujets à discussion.
Sans doute à cause des écrits de John Ball, les Chroniques de l'Abbaye de Dieulacres (Dieulacres Abbey Chronicle) rapportent les événements de la révolte et fait une référence à Piers, qui semble une personne réelle ayant pris part à la révolte aux côtés de Ball. De même, très tôt dans l'histoire de la diffusion du poème sous sa forme manuscrite, Piers en est souvent considéré comme l'auteur. Il est difficile de vérifier combien cette assertion paraissait crédible pour les contemporains, mais peut-être va-t-elle avec l'idée que "Piers" servait de masque à l'auteur. Ou bien, en tant que personnage idéal du poème, Piers pourrait être vu comme une sorte d'alter-ego du poète qui était plus important pour les premiers lecteurs du poème que le narrateur (et, techniquement, auteur) et son apparente révélation d'identité sous le nom de Will. Ironiquement, le nom de Will et son identité profonde ont disparu.
Dans quelques-unes des chroniques contemporaines de la grande révolte de 1381, Ball et les Lollards furent jugés responsables de la révolte, et Piers commença à paraître associé à l'idée d'hérésie et de rébellion. Les travaux littéraires les plus anciens comprenant la tradition de Pierre le laboureur arrivent dans la foulée de ces événements, bien que ceux-ci et leurs successeurs du XVIe siècle ne soient ni anti-monarchistes ni partisans de la révolte. Tout comme William Langland, qui pourrait avoir écrit la version C de Piers Plowman pour se dissocier lui-même de la Révolte, ils aspirent à la réforme de la société et de l'Église d'Angleterre par la suppression des abus ce qui, aux yeux des auteurs, est davantage une restauration qu'un projet innovant.

### XVIe–XVIIIesiècles
Les plus remarquables omissions des éditions de William Caxton sont la Bible et Piers Plowman. Ces deux livres peuvent avoir été volontairement « oubliés » pour des raisons politiques—cf. associations d'idées avec John Wycliff. Il est possible que Piers ait été banni des presses dans une période de prohibition contre les histoires, mais ce n'est pas certain. La langue et la métrique des vers pourraient aussi avoir constitué un obstacle. Cependant, comme dans le cas d'Adrian Fortescue, au plus tard en 1532, copier à la main les manuscrits de Piers se faisait encore, et un fervent catholique romain tel Fortescue pouvait envisager l'œuvre comme un texte protestant: critique, réformiste sans être révolutionnaire.
Les éditions de Piers Plowman de 1550 par Robert Crowley présentent le poème comme un aiguillon protestant pour la réforme de la religion et de la société. La publication du poème eut probablement une certaine résonance. Beaucoup de textes évoquent "Piers" et/ou les "Laboureurs" dans une optique de réforme: l'un des tracts de Marprelate déclare sa filiation directe à Piers Plowman, son grand-père.
Beaucoup d'universitaires, et le nouveau ODNB, affirment que Pierre le laboureur fut un livre interdit, et qu'il fut publié comme un outil de "propagande" pour les intérêts des réformistes soutenus par Edward Seymour 1er Duc de Somerset, ou par d'autres aristocrates haut-placés. Ils pensent que Crowley ajouta des notes interprétatives et modifia substantiellement le texte du poème dans un objectif de propagande. Mais ces déductions dépassent l'évidence, même si Pierre le laboureur était une œuvre politiquement sensible, comme beaucoup de livres de la période des Tudor. La nature politique du poème — sa mention de et son association à la rébellion populaire — auraient été bien sûr inacceptable pour le roi, Somerset, et d'autres, tout ouverts à la réforme qu'ils fussent. Dans les résumés des passus dans la deuxième et la troisième éditions, Crowley met l'accent sur les parties du poème qui préviennent d'une instabilité sociale et d'une corruption largement répandue quand le roi est un enfant (ce qui était alors le cas); une propagande difficilement soutenue par le gouvernement. D'autres publications de Crowley dans la période edwardienne puis élisabéthaine montrent qu'il était alors préoccupé par le fait que les élites de la société utilisaient la Réforme pour augmenter leur pouvoir et leur richesse, tandis que le petit peuple souffrait d'une carence économique et spirituelle.
Pierre le laboureur apparaissait plutôt pour Crowley comme un texte réformiste, doté de qualités polémique et prophétique (bien qu'il dénie cette dernière dans sa préface), mais le texte ne renvoie pas ouvertement cette impression. Certaines des notes de bas de page de Crowley et ses résumés de passus sont clairement polémiques, mais il y a très peu de notes (et aucun résumé de passus) dans la première édition. En réalité, l'assertion d'une intervention éditoriale propagandiste par Crowley exagère ses notes, et l'évidence qu'il ait délibérément effacé des éléments "catholiques" du poème de Langland — par exemple, quelques références au purgatoire, à la transsubstantiation, et quelques louanges du monachisme. Dans la seconde et la troisième éditions, où le nombre des notes fut augmenté de manière conséquente, près de la moitié d'entre elles sont simplement des citations bibliques.
Plusieurs sources érudites soutiennent que Crowley aurait supprimé 13 lignes (N2r, B.10.291-303) faisant l'éloge du monachisme. Cette idée est apparue pour la première fois dans un essai non-publié et considéré comme une erreur d'interprétation d'une édition parallèle de Pierre le laboureur élaborée par W. W. Skeat. Cette erreur a été reprise dans un ouvrage influent, le English Reformation Literature, de John N. King (à la page 331). J. R. Thorne et Marie-Claire Uhart ont prouvé l'erreur de King en mettant en lumière que ce passage soi-disant supprimé n'apparaît pas dans les manuscrits les plus longs du poème et devait, selon toute vraisemblance, être absent des sources utilisées par Crowley. (cf. "Robert Crowley's Piers Plowman," Medium Aevum 55.2 (1986): 248-55).
Crowley peut avoir fait quelques tentatives d'arrangements (coupures ou adoucissements) de passages concernant directement la transsubstantiation, la Messe, le purgatoire, et la Vierge Marie comme médiatrice et objet de dévotion. Il semble aussi avoir ajouté une ligne contre le pluralisme clérical—un vice qu'il a souvent attaqué and may have eventually indulged in personally — comme il apparaît dans aucun des manuscrits existants de Piers Plowman. Cependant, concernant le purgatoire, Crowley a laissé près d'une douzaine d'autres références à ce sujet dans le poème. Et dans le cas de Marie, l'éditeur a laissé au moins trois importantes références sur elle dans le poème. Il a, en fait, ajouté une ligne dans sa seconde et sa troisième édition qui fait clairement référence à l'intercession mariale (F1r). Thorne et Uhart remarquent que dans la tradition du manuscrit, le nom du Christ remplace fréquemment celui de Marie, ainsi Crowley peut avoir simplement suivi le texte de ses sources plutôt que d'en avoir dévié, bien qu'il ait pu aussi avoir préféré des sources qui désaccentuaient la place de Marie.
La première édition de Crowley — destinée à l'élite qui lisait en latin - fut suivie d'éditions ultérieures. Crowley peut avoir été financé par des Protestants riches et haut placés, peut-être même par certains qui avaient le pouvoir de relâcher les restrictions sur la presse à la fin du règne d'Edouard VI. La première édition peut avoir eu succès commercial petit ou du moins partiel, et cela n'excluerait pas forcément la production d'éditions ultérieures. Un chiffre de vente très bas et/ou un marché restreint peuvent avoir motivé le changement d'orientation vers un public différent pour les éditions suivantes. Il est probable que parmi les classes moyenne et populaire cela eut une certaine importance; ce qui est soutenu par la prolifération contemporaine de textes qui lui correspondent; par exemple: ceux de Thomas Churchyard. Le passé obscur du poème peut avoir un rapport avec la politique radicale de Crowley, et les aspects prophétiques/apocalyptiques de son édition.
Il y a, de toute façon, une preuve évidente que les éditions de Crowley n'ont pas eu beaucoup d'impact sur le public lettré (l'élite qui lisait couramment des livres en latin). Après 1550, il ne fut plus réimprimé jusqu'en 1813—à l'exception de l'édition d'Owen Rogers. Celle-ci, imprimée en 1561, était une version à bas prix du texte édité précédemment par Crowley; elle omettait simplement la préface qui nommait l'auteur mais ajoutait (dans certains cas) le texte Pierce the Ploughman's Crede. Les rares personnes qui mentionnent Pierre le laboureur avant 1700 l'attribuent généralement à quelqu'un d'autre que Langland, et souvent il n'est pas clair s'ils font alors référence au poème de Langland ou alors à l'un des nombreux autres textes qui circulaient dans les éditions comme faisant partie de la Tradition de Pierre le laboureur, et particulièrement The Plowman's Tale. Puisque la confusion sur Piers existe entre l'auteur et le rêveur-narrateur du poème dès les premières années, "Piers Plowman" ou un nom latin équivalent est souvent donné pour le nom de l'auteur, ce qui montre une totale ignorance (soit involontaire soit délibérée) de la préface de Crowley.
À côté de Raphael Holinshed qui cite simplement John Bale, les uniques références du XVIe siècle à "Robert Langland" comme l'auteur de Pierre le laboureur viennent de Bale et Crowley dans sa préface à ses différentes éditions. En 1580 John Stow attribuait Piers Plowman à "John Malvern", un nom qui fait à nouveau surface avec John Pitts en 1619 et Anthony à Wood en 1674. Wood ajoutait aussi "Robertus de Langland" comme une alternative possible, et Henry Peacham attribuait le poème à John Lydgate en 1622. Excepté Crowley et Francis Meres (qui se contente de copier Webbe), William Webbe est la seule personne qui fasse un commentaire positif du style allitératif de Piers Plowman, puisqu'il n'appréciait pas les vers aux rimes curieuses ("the curiosity of Ryme"). Cependant, Webbe décrie encore la langue difficile et absconse du poème. Plusieurs autres écrivains ont un regard approbateur sur la matière du poème, le considérant comme une œuvre polémique et satirique anti-catholique.
Le conte du Laboureur (The Plowman's Tale) fut imprimé plus souvent et sur une plus longue période de temps que Piers Plowman; il fut aussi imprimé comme un texte chaucerien et fut inclus dans beaucoup d'éditions de Chaucer et mentionné dans le Foxe's Book of Martyrs comme un texte connu. De telles associations lui donnèrent une bien plus grande publicité—et une publicité positive—que Piers Plowman. Pourtant dans de nombreux cas, il semblerait que les lecteurs aient lu ou entendu parler de The Plowman's Tale ou d'un autre texte relatif à un laboureur et l'aient alors confondu avec Piers Plowman. (Par exemple, John Leland, William Prynne, peut-être John Milton, et John Dryden.) Vu la diffusion des différents textes sur Piers/Plowman, il est devenu impossible d'établir avec certitude l'identité du texte auquel les auteurs pensent faire référence au moment où ils mentionnent "Pierre le laboureur", à moins qu'ils ne donnent des détails spécifiques qui nous permettent de le reconnaître — ce que la majorité des écrivains n'a pas fait.
Alors, quand le poème de Langland est mentionné, c'est souvent pour le dénigrer à cause de sa langue barbare. On faisait les mêmes reproches à Chaucer, mais il avait plus de défenseurs et était déjà bien établi en tant que figure historique et "autorité". Malgré les travaux de Bale et de Crowley, le nom de Langland semble être demeuré inconnu ou non recevable puisque d'autres noms d'auteurs étaient suggérés après les éditions de Crowley. Parfois "Piers Plowman" fut mentionné comme l'auteur du poème, et quand les écrivains font référence à une liste d'auteurs médiévaux, ils mentionneront souvent "Piers Plowman" comme un nom d'auteur ou un pseudonyme. On a en impression d'ensemble que Langland et Pierre le laboureur ont eu moins d'existence en tant qu'auteur et texte que n'en eut le personnage fictif de Piers, dont la relation à une origine définie (avec auteur et texte précis) avait été obscurcie bien avant.
L'édition de Crowley (ou de Rogers) pourrait avoir atteint Edmund Spenser, Michael Drayton, John Milton, et John Bunyan, mais aucune archive, citation, ligne empruntée, ou allusion claire à Pierre le laboureur n'existe dans leurs écrits. Spenser et Milton font directement référence à The Plowman's Tale. Milton en cite deux strophes dans son Of Reformation, les attribuant à Chaucer, et il en fait une autre allusion dans son An Apology for a Pamphlet qui pourrait concerner Piers Plowman mais semble plutôt se référer à The Plowman's Tale. Spenser emprunte généreusement à The Plowman's Tale dans son The Shepheardes Calendar, et l'attribue aussi à Chaucer. Raphael Holinshed fait une courte référence dans ses Chronicles, empruntant de Bale. John Stow s'y réfère aussi mais il l'attribue à John Malvern. William Webbe mentionne dans un sens positif son mètre "quantitatif" et sa langue, mais sa connaissance du poème est indirecte. Francis Meres, plus tard, reprit les remarques de Webbe. Abraham Fraunce mentionne Pierre le laboureur, mais il répète simplement les traits identificateurs mis en avant dans la préface de Crowley et les indications de Bale. George Puttenham, l'appelle une satire dans son Arte of English Poesie, faisant une remarque négative au sujet de sa langue absconse. D'autres personnes de cette période ont aussi considéré Pierre le laboureur comme une satire; peut-être que les autres textes sur les laboureurs, généralement associés au poème, ont contribué à cette classification générique.
Samuel Pepys possédait une copie de Piers Plowman. Une édition de Crowley possédée en 1613 par un catholique anglais cultivé, Andrew Bostoc, contient des notes par son propriétaire qui font réponse à celles de Crowley dans les marges. Elles les réfutent en partant du texte lui-même, marquant ainsi une distinction entre l'éditeur et l'auteur/texte. Milton cite "le laboureur de Chaucer" dans son "Of Reformation" (1641) quand il discute sur les poèmes qui décrivent Constantin Ier comme un contributeur majeur à la corruption de l'Église. La fin de Pierre le laboureur, Passus 15, s'exprime longuement sur ce point -— mais on le retrouve aussi brièvement dans une strophe de The Plowman's Tale (ll. 693-700). Dans "An Apology for a Pamphlet …" Milton se réfère à The Vision and Crede of Pierce Plowman, ce qui peut se rapporter à l'un ou même à ces deux textes. Peut-être qu'il se rapporte à l'édition de Rogers de 1561 qui les avait réunis. Edmund Bolton défendait la langue de la cour comme la seule langue appropriée pour l'écriture de l'Histoire. Pour Bolton, les Hymns de Spenser sont de bons modèles, mais pas le reste de ses poèmes —- tout comme ne le sont pas ceux de "Jeff. Chaucer, Lydgate, Peirce Ploughman, ou Laureat Skelton". John Pitts (1619) attribue Piers Plowman à John Malvern; Henry Peacham (1622) l'attribue à Lydgate. Henry Selden (1622) semble avoir lu le poème d'assez près pour être capable de l'admirer pour sa critique de l'Eglise tout comme son jugement et son esprit novateur. Il donne pour nom d'auteur Robert Langland. John Weever (1631) parle aussi de Robert Langland, comme le fait David Buchanan (1652). Buchanan, cependant, fait de Langland un Écossais et lui attribue d'autres œuvres, en plus de Pierre le laboureur. Thomas Fuller (1662) base ses remarques au sujet de Langland sur Selden et Bale, mettant exagérément l'accent sur le profil proto-Protestant de Langland. Fuller remarque aussi que The Praier and Complaynte of the Ploweman unto Christe fut d'abord présenté par William Tindall, puis, illustré par John Fox ("first set forth by Tindal, since, exemplified by Mr. Fox"). Parce que la langue de ce texte est similaire à celle de Pierre le laboureur, Fuller l'attribue aussi à William Langland. Anthony à Wood mentionne et Malvern et Langland comme noms d'auteurs. Thomas Dudley, le père d'Anne Dudley Bradstreet (1612-72), a emmené avec lui une version par Crowley de Pierre le laboureur en Amérique. Alexander Pope (1688-1744) possédait une copie d'une réimpression par Rogers d'une édition de Crowley de Pierre le laboureur avec en annexe le Crede. Isaac D'Israeli (1766-1848) écrivit dans ses Amenities of Literature que Pope avait très soigneusement analysé l'ensemble ("very carefully analyzed the whole") du dernier texte. D'Israeli mentionne aussi les louanges de Lord Byron (1788-1824) au sujet de Pierre le laboureur.

### XIXe–XXesiècles
Avec sa langue datée et une vision du monde devenue étrangère au monde moderne, Pierre le Laboureur tomba dans l'obscurité jusqu'au XIXe siècle, et plus précisément dans la dernière partie de ce siècle. Excepté Rogers, après Crowley le poème ne fut pas publié dans son intégrité jusqu'à l'édition de Thomas Whitaker, en 1813. Celle-ci vit le jour à une période où des philologues amateurs ont préparé le terrain de ce qui deviendrait plus tard une discipline universitaire reconnue. L'édition de Whitaker était basée sur un texte C, cependant Crowley a utilisé une version B pour son travail.
Avec Whitaker commence une tradition éditoriale dans le sens moderne du mot: chaque nouvel éditeur prétendant donner l'« authentique » version de Piers Plowman et remettant en question la qualité des éditeurs et des éditions précédentes. Ainsi, comme au temps de la Réforme anglaise, la démarche éditoriale fut motivée par l'élaboration de l'histoire et de l'identité nationales telles qu'elles se pensaient alors, d'où le développement d'une analyse et d'un commentaire reflétant typiquement certaines critiques politiques du moment. Aux yeux de Frederick Furnivall (du Working Man's College), Pierre le Laboureur devait se considérer comme un texte réveilleur de conscience, tandis que W. W. Skeat le donnait en exemple à ses élèves pour un texte patriotique.
Pierre le Laboureur a souvent été considéré au premier abord comme un document politique. Dans une étude de 1894, J. J. Jusserand se penchait tout particulièrement sur l'aspect psychologique et sociopolitique du contenu du poème — sans s'arrêter sur son caractère esthétique ou littéraire — suivant une approche dichotomique commune à toutes les études humanistes modernes. Quatre ans plus tard Vida Dutton Scudder comparait les propos du poème aux idées socialistes des travaux de Thomas Carlyle, John Ruskin, et des Fabians.
Quand il fut enfin introduit dans les nouveaux programmes universitaires anglais de langue et de littérature, Pierre le Laboureur a permis de renouveler le regard des étudiants sur les canons de la littérature anglaise. Dans "Le temps des laboureurs. Travail, ordre social et croissance en Europe (XIe – XIVe siècle)" (Albin Michel, collection “L’évolution de l’humanité”, octobre 2012) le médiéviste Mathieu Arnoux donne un relief particulier à "Pierre le Laboureur" pour tenter d'expliquer le mystère de la révolution démographique de l'an mil.

## Textes relatifs
- Poem on the Evil Times of Edward II
- Pierce the Ploughman's Crede
- The Plowman's Tale
- The Pilgrim's Tale
- Plowman Writings - Song of the Husbandman, God Spede the Plough, I-blessyd Be Cristes Sonde, et Chaucer's Plowman
- Jack of the North